# Oxychilus volutella
Oxychilus volutella is een slakkensoort uit de familie van de Oxychilidae. De wetenschappelijke naam van de soort is voor het eerst geldig gepubliceerd in 1856 door L. Pfeiffer.